# Jeremy Soule
Jeremy Soule (Keokuk, 19 december 1975) is een Amerikaanse componist voor films, televisie en computerspellen. Hij is bekend om zijn muziek voor The Elder Scrolls, Guild Wars en Total Annihilation.
In 1994 werkte hij als componist voor Square Co. Ltd.. Na het afmaken van Secret of Evermore ging hij naar Humongous Entertainment, waar hij voor verschillende spellen componeerde. Voor Total Annihilation in 1997 ontving hij zijn eerste prijs. In 2002 richtte hij zijn eigen onderneming Soule Media op, wat nu Artistry Entertainment heet.
Veel van zijn werk heeft hij samen met zijn broer Julian Soule gecomponeerd.

## Werken

### Computerspellen
- Secret of Evermore (1995)
- Freddi Fish & Luther's Maze Madness (1996)
- Freddi Fish & Luther's Water Worries (1996)
- Pajama Sam: No Need to Hide When It's Dark Outside (1996)
- Putt-Putt and Pep's Dog On a Stick (1996)
- Putt-Putt Travels Through Time (1997)
- Total Annihilation (1997)
- Pajama Sam's SockWorks (1997)
- Young Dilbert Hi-Tech Hijinks (1997)
- Spy Fox in "Dry Cereal" (1997)
- Total Annihilation: Core Contingency (1998)
- Pajama Sam: Lost and Found (1998)
- Spy Fox in Cheese Chase (1998)
- Total Annihilation: Kingdoms (1999)
- Icewind Dale (2000)
- Giants: Citizen Kabuto (2000)
- Rugrats: Totally Angelica Boredom Buster (2000)
- Amen: The Awakening (geannuleerd in 2000)
- Beauty and the Beast (2000)
- Total Annihilation: Kingdoms - The Iron Plague (2000)
- Rugrats in Paris: The Movie (2000)
- Icewind Dale: Heart of Winter (2001)
- Azurik: Rise of Perathia (2001)
- Baldur's Gate: Dark Alliance (2001)
- Final Four 2002 (2001)
- Harry Potter and the Philosopher's Stone (2001)
- Harry Potter and the Chamber of Secrets (2002)
- Dungeon Siege (2002)
- The Elder Scrolls III: Morrowind (2002)
- Natural Selection (2002)
- Magic School Bus Explores the World of Animals (2002)
- Neverwinter Nights (2002)
- SOCOM: U.S. Navy SEALs (2002)
- Star Wars: Bounty Hunter (2002)
- Harry Potter: Quidditch World Cup (2003)
- Sovereign (geannuleerd in 2003)
- Star Wars: Knights of the Old Republic (2003)
- Unreal II (2003)
- Dungeon Siege: Legends of Aranna (2003)
- Impossible Creatures (2003)
- Armies of Exigo (2004)
- Harry Potter and the Prisoner of Azkaban (2004)
- Lemony Snicket's A Series of Unfortunate Events (2004)
- Warhammer 40,000: Dawn of War (2004)
- Kohan II: Kings of War (2004)
- Guild Wars Prophecies (2005)
- Harry Potter and the Goblet of Fire (2005)
- Dungeon Siege II (2005)
- Company of Heroes (2006)
- Company of Heroes: Opposing Fronts (2006)
- Company of Heroes: Tales of Valor (2006)
- Warhammer: Mark of Chaos (2006)
- The Elder Scrolls IV: Oblivion (2006)
- Prey (2006)
- Guild Wars Factions (2006)
- Guild Wars Nightfall (2006)
- Neverwinter Nights 2 (2006)
- Guild Wars: Eye of the North (2007)
- Supreme Commander (2007)
- Supreme Commander: Forged Alliance (2007)
- IL-2 Sturmovik: Birds of Prey (2009)
- Order of War (2009)
- zOMG! (2009)
- Metal Gear Solid: Peace Walker (2010)
- Dead Rising 2 (2010)
- The Elder Scrolls V: Skyrim (2011)
- Deep Black (2012)
- Otomedius Excellent (2011)
- The Elder Scrolls V: Skyrim – Dawnguard (2012)
- Guild Wars 2 (2012)
- World of Warcraft: Mists of Pandaria (2012)
- The Elder Scrolls V: Skyrim – Dragonborn (2012)
- War Thunder (2013) - main theme only
- Dead Rising 3 (2013)
- Consortium (2014)
- The Elder Scrolls Online (2014)
- Dota 2: The International 2015 Music Pack (2015)
- The Gallery (2016)
- Landmark (2016)
- EverQuest Next (Geannuleerd in 2016)

### Film
- Journey Toward Creation (2003)
- C.S. Lewis: Beyond Narnia (2005)
- Beyond the Yellow Brick Road: The Making of Tin Man (2007)
- Florence Nightingale (2008)
- The Offering (2009)
- Dracula's Stoker (2009)
- Witch Creek (2010)
- KJB - The Book That Changed The World (2010)
- The Perfect Wave (2014)
- Walk of Fame (2015)

### Televisie
- 2003 MTV Movie Awards (2003)
- War for Peace (2011)
- The Burdens of Shaohao: Prelude "The Vision"
- Passion is Everywhere

### Symfonieën
- The Northerner: Diary (Late Fall 2016)
- The Northerner: Soule Symphony No. 1 (2017)

### Theater
- Storyeum
- Ecstasy